# 李成江

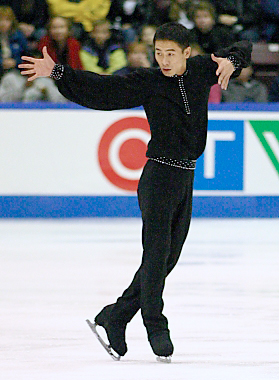
李成江

李成江（1979年4月28日—），中國花樣滑冰單人滑小項運動員。

## 生涯
李成江籍貫吉林長春，父母都是國家隊中的速度滑冰運動員，其母親曾擔任過速度滑冰教練。李成江於4歲開始接受速度滑冰的訓練。当时条件艰苦设备简陋，花样滑冰运动员和速度滑冰运动员在长春的同一块冰场上训练。由于经常观看陈露在冰场中央的训练，李成江於5歲時改為學習花樣滑冰，到12歲之時又再次接受速度滑冰的訓練，但不到一年就再次成為花樣滑冰運動員。
李成江的跳跃能力非常突出。在2001年国际滑联的四大洲锦标赛上，李成江成为第一位在比赛中采取单足起跳的标准动作并成功完成后内四周跳的运动员。他也能成功完成后外点冰四周跳。
在李成江成為花樣滑冰運動員的第15年中，他贏得了男子單人滑的全國冠軍，翌年在四大洲花樣滑冰賽的男子單人滑小項中得到亞軍。2000年，李成江再次於四大洲花樣滑冰賽獲亞，並在日本NHK杯中的男子單人滑得到季軍，並且在首次參與的世界錦標賽中排名第5位，令人眼前一亮。
在世錦賽得到第5後的1年，李成江再次給人一個驚喜，他在四大洲花樣滑冰賽中首度奪得冠軍，但卻在世界錦標賽中名掛第7位。2002年，李成江在鹽湖城冬季奧運中的花樣滑冰單人滑小項中得第9位。
2003年，李成江在世界錦標賽中得第4名，及後1年，先後在世錦賽得第5名、十運會的男子個人滑小項奪金以及在世界花樣滑冰大獎賽中國站得第8。
2006年2月，李成江於都靈冬季奧運的花樣滑冰個人滑中，排各第21，同年的花樣滑冰世錦賽上，李成江以229.03分排名第9位。翌年的長春冬亞運，李成江取得了男子單人滑小項的銀牌。